# Roger Brown (Basketballspieler, 1942)
Roger Brown (* 22. Mai 1942 in Chicago, Illinois; † 4. März 1997 in Indianapolis, Indiana) war ein US-amerikanischer Basketballspieler. In seiner achtjährigen Profikarriere in der American Basketball Association (ABA) erzielte Brown 10.438 Punkte, holte dreimal die Ligameisterschaft mit den Indiana Pacers und wurde mehrfach als All-Star ausgezeichnet. 2013 wurde er für seine sportlichen Leistungen in die Naismith Memorial Basketball Hall of Fame berufen.

## Spielweise
Brown spielte auf den Positionen Guard und Small Forward, wobei er sich im Spiel Eins-gegen-Eins profilierte. Er galt als offensivstarker und wurfgefährlicher Spieler, insbesondere von der Dreipunktelinie.

## College
In der Spielzeit 1960–1961 absolvierte Brown seine erste Hochschulsaison für das Team der University of Dayton. Noch während seiner Debütsaison wurde er allerdings aus dem Kader des Teams verbannt. Hintergrund war seine Bekanntschaft mit Jack Molinas, der als zentrale Figur in einem Wettbetrug mit College-Basketball identifiziert wurde. Es wurden weder Mittäterschaft nachgewiesen noch anderweitige offizielle Vorwürfe gegen Brown erhoben. Dennoch suspendierte ihn das Team und Brown erlangte zusammen mit Connie Hawkins später Bekanntheit als prominente Gesichter des Manipulationsskandals, die im weiteren Verlauf ihrer Karrieren dennoch als Mitglieder der Basketball Hall of Fame geehrt wurden.

## ABA
Im Jahr 1967 war Brown der erste Spieler, den die neu gegründeten Indiana Pacers in der ABA unter Vertrag nahmen. Er trug das Trikot der Pacers in jeder seiner acht Spielzeiten, wobei er in der Saison 1974–75 bereits nach zehn Spielen der regulären Spielzeit vom Profisport zurücktrat. Brown war Mitglied dreier Meisterschaftsteams der Pacers. Der erste Titelgewinn gelang 1970. Brown war in der Finalserie gegen das Team aus Los Angeles der entscheidende Spieler der Pacers, mit durchschnittlich 28,5 Punkten in sechs Finalspielen. In einem davon erzielte er 53 Punkte. Im Titeljahr 1973 stand Brown allerdings nicht mehr in der Startformation und kam von der Ersatzbank.

## Auszeichnungen
- ABA Playoffs Most Valuable Player, 1970
- All-ABA First Team, 1971
- ABA All-Star 1968, 1970, 1971, 1972
- Mitglied der Naismith Memorial Basketball Hall of Fame